# Термоптометрія
Термоптометрія (англ. thermoptometry) — метод, в якому оптичні характеристики речовини (та / або її продуктів реакції) вимірюються як функції температури, що змінюється за певною програмою. Такими характеристиками можуть бути: світло з певною довжиною хвилі, кут заломлення, люмінесценція.